# San Pio X
San Pio X är en kyrkobyggnad och titelkyrka i Rom, helgad åt den helige påven Pius X. Kyrkan är belägen vid Piazza della Balduina i quartiere Trionfale och tillhör församlingen San Pio X.

## Historia
Kyrkan uppfördes åren 1956–1961 efter ritningar av arkitekten Alberto Ressa och konsekrerades den 30 april 1961. Fasadens nedervåning har en portal och övervåningen har bland annat ett rosettfönster. Exteriören präglas av övervåningens tyngd.
Krucifixet över högaltaret är utfört av Publio Morbiducci. Kyrkan har åtta sidokapell, två som flankerar högkoret och sex vilka befinner sig i kyrkans skepp. Sidokapellet till höger om högkoret är invigt åt Vår Fru av Lourdes och det till vänster är invigt åt den helige Giovanni Bosco. Första kapellet på höger sida i skeppet är invigt åt den helige Pius X. Det andra, Cappella della Riconciliazione, har Korsfästelsen, ett verk av Massimo di Cave. Det tredje kapellet är invigt åt Mater Misericordiæ, Barmhärtighetens moder. Över altaret sitter en terrakottarelief föreställande Madonnan och Barnet. Glasmålningarna framställer Bebådelsen, Bröllopet i Kana och Korsfästelsen.
Vänster sidas första kapell hyser kyrkans baptisterium. Det andra kapellet är invigt åt den helige Pio av Pietrelcina; här finns en målning av titelhelgonet, utförd av Ulisse Sartini. Det tredje kapellet, invigt åt Jesu heliga hjärta, har bland annat en bronsskulptur föreställande Jesus Kristus som visar fram sitt heliga hjärta.

## Titelkyrka
Kyrkan stiftades som titelkyrka med namnet San Pio X alla Balduina av påve Paulus VI år 1969.
Kardinalpräster
- John Francis Dearden: 1969–1988
- Nicolás de Jesús López Rodríguez: 1991–

## Bilder
| - Cappella della Riconciliazione. - Cappella della Mater Misericordiæ. - Baptisteriet. - Cappella del Sacro Cuore. |